# Unix to Unix Copy
UUCP (Unix-to-Unix Copy, "unix-till-unix-kopiering") avser en uppsättning av datorprogram och protokoll som möjliggör fjärrkörning av kommandon och överföring av filer, email och nätdiskussioner mellan datorer.
UUCP användes ofta över allmänna telefonnätet med hjälp av modem.
Innan anslutningar till Internet blev allmänna och överkomliga i pris fanns ett behov av tillfälliga anslutningar över det allmänna telefonnätet, för att tillåta filöverföring och kommunikation mellan datoranvändare på olika orter, till att börja med främst mellan olika universitet. Programsviten blev en del av standardprogramvaran för Unix genom Version 7 Unix, släppt 1979. Kompatibla program skrevs också för flera andra plattformar.
Ett nätverk, UUCPNET, utvecklades, där vissa datorer regelbundet ringde upp vissa andra datorer och då tog emot och skickade filer inte bara för eget bruk utan också för datorer som kunde nås via datorer denna dator hade kontakt med. En del av datorerna var också kopplade till Internet och liknande nätverk. Denna form av kommunikation tillät bland annat e-post och nätdiskussioner. Beroende av hur många steg som behövdes kunde det dock ta flera dagar innan meddelandet nådde mottagaren.
När fasta förbindelser och tillfälliga internetförbindelser med PPP och SLIP blev allmänna under 1990-talet minskade användningen av UUCP, men protokollen användes länge i begränsad utsträckning för vissa nischtillämpningar, såsom kontakter över satellittelefon.